# Battaglia di Tagina
La battaglia di Tagina (nota anche come battaglia dei Busta Gallorum), avvenuta al principio di luglio del 552, fu uno scontro armato grazie al quale l'Impero bizantino, il cui esercito era stato posto sotto il comando del generale Narsete, riuscì a spezzare definitivamente il potere degli Ostrogoti in Italia, ponendo sotto la sua dominazione l'intera penisola.

## Contesto storico e preludio
Nel 551, l'imperatore Giustiniano I (sovrano dal 527 al 565) decise di mettere fine una volta per tutte al conflitto contro gli Ostrogoti per il possesso dell'Italia, dopo circa diciassette anni di logorante guerra.
Così, nel 551, il cubicularius della corte bizantina Narsete, che godeva di grande fiducia presso l'imperatore, ottenne nuovamente il comando delle operazioni in Italia: il generale riuscì a radunare un esercito imponente, senza farsi molti scrupoli di arruolare fra le sue schiere, attraverso generosi donativi, barbari di origine unnica, gepida, erula, longobarda e persiana; inoltre, sempre attraverso soldi e regalie, non mancò di stipulare accordi per non doversi preoccupare di attacchi improvvisi, come quello concluso col re longobardo Audoino, che Paolo Diacono, riferendosi all'episodio, confonde con il re Alboino. L'esercito guidato da Narsete e riunitosi a Salona, nella regione illirica, doveva comprendere inizialmente all'incirca 30 000 uomini. Terminati i preparativi, nella primavera del 552 Narsete e le sue truppe partirono dall'accampamento di Salona alla volta dell'Italia cercando di raggiungerla via terra, dal momento che il generalissimo non aveva abbastanza navi a disposizione per arrivarci via mare e sbarcare l'esercito. Tuttavia, l'ostacolo posto dal rifiuto di concedere il passaggio nei loro territori alle milizie imperiali, opposto dai Franchi stanziatisi nelle Venezie, costrinse Narsete, bloccato ad Aquileia, a raggiungere Ravenna marciando su percorsi litoranei e passando per le lagune su cui stava sorgendo la futura Venezia, le cui città costiere erano presidiate dai Bizantini. Nonostante le opere di sbarramento volute dal comes Teia, l'esercito bizantino passò indenne e giunse nella città romagnola. Non potendo attraversare la via Flaminia partendo da Fano, considerato che la roccaforte della gola del Furlo era ben presidiata, probabilmente Narsete imboccò la via di Sassoferrato e Fabriano, evitando così di sprecare tempo ed energie in assedi, da lui ritenuti perdite di tempo: la tattica di Narsete, infatti, preferiva l'attacco frontale e dava la priorità all'annientamento del nemico attraverso rischiose battaglie campali, a cui solo dopo seguiva l'assedio delle fortezze che avessero rifiutato la resa e dichiarato resistenza. Lungo la strada che conduceva al sito della battaglia, vi furono, in aggiunta, alcuni episodi avversi agli Ostrogoti e favorevoli ai Bizantini, come il fallimento dell'imboscata tesa da Usdrila a Narsete, che scoraggiarono i difensori germanici e contribuirono alla disunione delle truppe, già fisicamente divise poiché impegnate su vari fronti in Italia.

## La battaglia

### L'arrivo dei due eserciti e la contesa della collina
Il re ostrogoto Totila, informato dell'imminente arrivo di Narsete, all'inizio rimase a Roma in attesa di Teia con nuove truppe, e non appena queste furono disponibili, ad eccezione di 2 000 unità di cavalleria rimaste indietro nella marcia, mosse con l'intero esercito in direzione del nemico, intenzionato ad annientarlo in una battaglia campale che decidesse le sorti della guerra. Avvertito dei movimenti del nemico bizantino, il re ostrogoto pose gli accampamenti presso Tagina (o Tadina), in una località al tempo conosciuta con il nome di Busta Gallorum, luogo in cui, ci riferisce Procopio di Cesarea, il generale romano Furio Camillo avrebbe in passato sbaragliato le truppe dei Galli (tuttavia, non esistendo alcuna traccia di tale battaglia combattuta da Furio Camillo, la questione viene frettolosamente liquidata perché comunemente si ritiene che lo storiografo bizantino si sia qui confuso con la battaglia del Sentino, verificatasi in quel luogo o nei pressi circa un secolo dopo rispetto agli avvenimenti da lui richiamati, cioè nel 295 a.C., anno in cui i consoli romani Publio Decio Mure e Quinto Fabio Massimo Rulliano ebbero la meglio su una potente coalizione composta da Galli Senoni, Etruschi, Sanniti e Umbri, Procopio, sempre molto scrupoloso e attento alle sue fonti, sembra in realtà menzionare una battaglia realmente svoltasi nei paraggi tra i Galli appenninici e Camillo, che li aveva inseguiti fin nel loro territorio, l'ager Gallicus). Totila scelse Tagina per l'eventuale scontro decisivo (che, a ogni modo, non avvenne esattamente qui) forse perché il terreno era piano per un buon tratto e ottimale per le cariche della temuta cavalleria gota.
Narsete, accampatosi poco lontano, inviò ambasciatori a Totila per esortarlo a deporre le armi e ad arrendersi immediatamente, "non avendo egli alcuna speranza di sconfiggerlo", e ordinò agli stessi ambasciatori, non appena avessero intravisto in lui eccessiva brama di guerra, di chiedergli di stabilire il giorno della battaglia. Totila, arrivati gli emissari e interpellato sullo scontro, rispose: "Dopo non più di otto giorni saremo a combattervi". I messi, fatto ritorno, riportarono la risposta di Totila a Narsete il quale, temendo insidie da parte del re ostrogoto, preparò le truppe al combattimento come se dovessero combattere già il giorno successivo, ed ebbe ragione a sospettare un inganno: Totila arrivò con tutte le sue truppe il giorno successivo.
Gli uni e gli altri, a una distanza non maggiore di una o due balestrate, tentarono di conquistare una collina, siccome entrambe le fazioni ritenevano un vantaggio importante poter attaccare da alto a basso la fazione contraria. Narsete, dunque, nottetempo vi spedì cinquanta fanti scelti ed esperti ordinando loro di stabilirvisi e difenderla contro il nemico; raggiunta la cima senza trovare alcuna opposizione, essi dovettero però subire, all'alba, l'assalto dei cavalieri ostrogoti che tentarono, per ordine di Totila, di scacciarli dalla vantaggiosa posizione. I Bizantini, strette le file e riparati dagli scudi, respinsero gli attacchi, favoriti dalla reazione negativa dei cavalli nemici, divenuti incontrollabili a causa della malagevolezza del suolo e per l'inaudito rumore. Disperati della riuscita, gli Ostrogoti si ritirarono per prepararsi ad un secondo assalto, anch'esso senza esito. Dopo ulteriori tentativi, Totila, scoraggiato, rinunciò alla difficile impresa.

### Il temporeggiare di Totila
Gli eserciti, dopo le arringhe dei due comandanti, vennero posti in ordinanza, di fronte l'uno con l'altro. Narsete e Giovanni erano circondati da una folta mano di lance e pavesai, da un gran numero di sceltissimi Unni e dal fiore delle truppe bizantine; essi comandavano l'ala sinistra presso la collina. Valeriano, Giovanni Faga e Dagisteo con i loro soldati comandavano l'ala destra; in entrambe le ali vi erano ottomila fanti arcieri. Al centro erano posti i Langobardi, gli Eruli e le altre truppe mercenarie, disposte in modo che non potessero tentare la fuga durante il combattimento. Narsete dispose nell'estremità dell'ala sinistra mille e cinquecento cavalieri, un terzo dei quali doveva soccorrere le truppe che arretravano perché in difficoltà. Totila schierò le sue truppe allo stesso modo, e animava l'esercito passando in rassegna le truppe in tutta corsa ed esortandolo a dare il meglio di sé nel combattimento finale. Non diversamente agiva Narsete. I due eserciti indugiarono per qualche tempo prima di dare inizio alla battaglia.
Un soldato ostrogoto, Cocas, un ex soldato bizantino disertore passato poi dalla parte di Totila, separatosi in arcione dall'ordinanza, s'avvicinò all'esercito imperiale chiedendo ai soldati nemici se vi fosse qualcuno disposto ad affrontarlo in duello, e consentì alla disfida un lanciere di Narsete, Anzala di nome, originario dell'Armenia. A vincere il duello fu Anzala, che uccise Cocas. L'esito del duello rincuorò i soldati imperiali, che mandavano grida al cielo, ma né gli uni né gli altri osarono tuttavia cominciare ancora la battaglia. Totila procedette quindi in mezzo ai due eserciti per rinviare ulteriormente la battaglia, essendo intenzionato ad attendere l'arrivo dei duemila guerrieri ostrogoti; alla ricerca di un modo per tenere a bada il nemico fino all'arrivo dei rinforzi si vestì di tessuti ricchissimi d'oro, con, pendenti dal suo cimiero e dalla sua asta, bende così sfolgoranti di brillantissima porpora che si potevano addire solo a un monarca. Dato sfoggio dei suoi vestiti lussuosi ai due eserciti, diede mostra le sue doti, gettando la sua lancia in alto per quindi agguantarla, quando cadeva, nel mezzo, oppure passandola destrissimamente da mano a mano, e si mise addirittura ad eseguire una danza; consumata in cotal modo tutta la mattinata, nel tentativo di rimandare la battaglia fino all'arrivo dei duemila guerrieri ostrogoti, chiese a Narsete un abboccamento, ma il generale bizantino, comprese le intenzioni di Totila, rifiutò.

### La disfatta ostrogota
I duemila guerrieri ostrogoti finalmente raggiunsero l'accampamento degli Ostrogoti, e, non appena Totila lo seppe, si ritirò, avvicinandosi l'ora di pranzo, nel suo padiglione; anche le truppe ostrogote, sciolta l'ordinanza, si ritirarono per pranzare. Il re di ritorno alla tenda passò in rassegna i duemila nuovi arrivati, e ordinò all'esercito di pranzare. Quindi, fattolo nuovamente armare con la massima diligenza, si diresse verso il nemico, sperando di sorprenderlo impreparato, ma Narsete aveva fatto attenzione a non far calare la concentrazione ai suoi soldati, prevedendo un arrivo a sorpresa dell'esercito di Totila, dunque questa tattica del re ostrogoto fallì. Narsete infatti aveva fatto in modo che nessuno desinasse, né si ponesse a dormire, né spogliasse l'usbergo o sbrigliasse il cavallo; e ordinò di conservare il proprio schieramento, tenendosi pronti all'arrivo degli Ostrogoti, che sarebbe potuto accadere in qualunque istante.
Lo schieramento bizantino vedeva nell'ala sinistra Narsete stesso con le sue guardie del corpo, Giovanni, le migliori truppe bizantine e gli Unni; al centro i federati barbari, in particolare longobardi, che ricevettero l'ordine di smontare da cavallo e combattere appiedati - in modo da prevenire una loro eventuale fuga; nell'ala destra, infine, il resto delle truppe. Lungo le due ali di cavalleria, Narsete pose 8 000 arcieri appiedati, 4 000 per parte, che si disposero, poco prima della battaglia, a semicerchio. I Goti schierarono invece la cavalleria davanti e la fanteria dietro, per impedire eventuali fughe dei soldati; Totila, inoltre, contava sulla carica dei suoi guerrieri ostrogoti, che sperava sfondassero le linee nemiche, evitando così il combattimento a distanza.
La battaglia iniziò con la carica dei lancieri ostrogoti di Totila che tentarono di sfondare le linee nemiche ma si trovarono sotto il tiro degli 8 000 arcieri bizantini disposti a semicerchio che li chiusero in mezzo, massacrando un gran numero di Goti, i cui superstiti tentarono la fuga travolgendo la propria fanteria. Totila tentò la fuga ma venne raggiunto ed ucciso da un ufficiale bizantino. Grazie ad un uso sapiente della fanteria, la battaglia si concluse dunque con la vittoria bizantina e l'uccisione di Totila (giugno 552). Gli Ostrogoti subirono un totale di 6000 vittime, fra cui lo stesso Totila. La notizia della vittoria di Busta Gallorum raggiunse Costantinopoli nell'agosto dello stesso anno.

## Conseguenze

### Reazioni immediate
Dopo la battaglia decisiva, Narsete congedò i guerrieri mercenari longobardi al suo seguito, perché si abbandonavano al saccheggio delle città (al punto di "violare le donne nei templi"), affrettandosi quindi a rispedirli alle loro sedi (anche se Paolo Diacono, egli stesso appartenente a tale stirpe, nella sua Historia Langobardorum, non fa menzione dell'episodio pur essendo un religioso). Affidò quindi i Longobardi al generale Valeriano e al nipote di lui Damiano, ordinando loro di vigilare affinché, durante il loro ritorno in Pannonia, i Longobardi non commettessero atti iniqui. Mentre Valeriano, fatti ritornare i Longobardi nelle proprie sedi, tentò senza successo di espugnare Verona a causa dell'opposizione delle truppe franche a presidio delle Venezie, e gli Ostrogoti eleggevano a Pavia un nuovo re, Teia, gli Imperiali si impadronivano di nuovo di Narni, Perugia e Spoleto, giungendo infine ad assediare Roma. Grazie a una sortita di Dagisteo, i Bizantini riuscirono infine a costringere alla resa anche i Goti che ancora occupavano Roma. Qui si inserisce il celebre commento di Procopio, che mise in evidenza come la vittoria bizantina si rivelasse invece un'ulteriore disgrazia per gli abitanti di Roma: i barbari arruolati nelle file di Narsete si abbandonarono al saccheggio e al massacro, e lo stesso fecero i fuggitivi Ostrogoti mentre si apprestavano a fuggire dalla città; inoltre il nuovo re ostrogoto Teia, alla notizia della caduta della Città Eterna in mano imperiale, per rappresaglia fece giustiziare diversi figli di patrizi in sua mano.

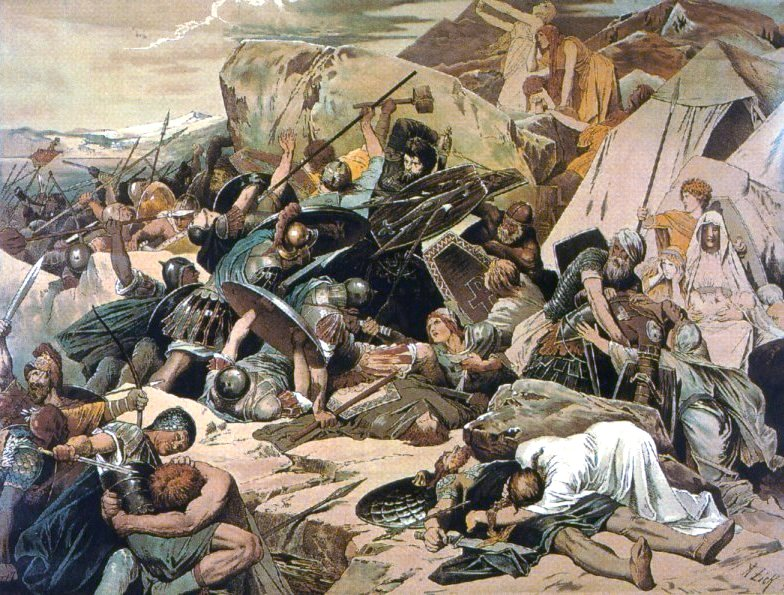
Battaglia dei Monti Lattari tra Romani e Goti (l'equipaggiamento è anacronistico).

Mentre i Bizantini si impadronivano anche di Porto e Petra Pertusa, Teia tentò senza successo di stringere un'alleanza con i Franchi. Narsete, nel frattempo, inviò truppe ad assediare Centumcellae e soprattutto Cuma, dove era custodito il tesoro degli Ostrogoti. Teia, allarmato, raccolse le truppe che aveva a disposizione e partì per la Campania, riuscendo ad eludere, con lunghissime giravolte, le truppe imperiali, condotte da Giovanni e Filemut, inviate da Narsete nella Tuscia per ostacolare la sua avanzata. Narsete, allora, richiamò Giovanni e Filemut e procedette alla volta della Campania, con l'intento di scontrarsi con gli Ostrogoti in una battaglia decisiva che avrebbe decretato le sorti della guerra. I due eserciti stettero per più di due mesi a stretta vicinanza tra loro, senza però scontrarsi direttamente tra loro perché separati dal fiume Draconte: per aggirare il problema, gli Ostrogoti avevano quindi costruito baliste per colpire dall'alto i nemici, mentre gli unici scontri che potessero avvenire erano quelli a distanza tra arcieri. A cambiare la situazione fu l'intercettazione da parte degli imperiali della flotta ostrogota che, attraverso il fiume, riforniva l'esercito ostrogoto: ciò costrinse gli Ostrogoti a ripiegare sui Monti Lattari, dove speravano che la malagevolezza del luogo li avrebbe protetti dalle offese delle armi nemiche; ma ben presto compresero l'errore commesso, trovandosi lassù privi d'ogni alimento per sé stessi e per i cavalli. Non avendo altra scelta, gli Ostrogoti decisero quindi di affrontare in una disperata battaglia gli imperiali, scendendo dai monti e assalendo il nemico. Nella conseguente Battaglia dei Monti Lattari, combattuta nell'ottobre 552, gli Ostrogoti si batterono con molto onore, ma alla fine Teia perì eroicamente in battaglia e, dopo una strenua resistenza, gli Ostrogoti si arresero e si sottomisero a Bisanzio. Teia fu l'ultimo re dei Goti.

### Impatto della storia
La battaglia, indebolendo in maniera decisiva gli Ostrogoti, contribuì alla vittoria finale bizantina della guerra.

L'Italia nel 572.

La conquista di alcune regioni italiane risultò essere effimera per i Bizantini, mentre il dominio di altre si protrasse per alcuni secoli. Stando a ciò che scrive Paolo Diacono, dissensi fra Narsete e il nuovo imperatore Giustino II (oppure, come indica Paolo Diacono con ironia, le continue contumelie dell'imperatrice Sofia), spinsero Narsete a chiamare in Italia il re dei Longobardi Alboino. Tali asserzioni sono ritenute prive di fondamento storico. Gli storici moderni ritengono più probabile che i Longobardi abbiano invaso l'Italia piuttosto perché pressati dall'espansionismo degli Avari. Altri studiosi invece, nel tentativo di rendere più credibile la leggenda dell'invito di Narsete, hanno congetturato che i Longobardi potrebbero essere stati invitati in Italia dal governo bizantino con l'intenzione di utilizzarli come foederati per contenere eventuali attacchi franchi, ma le loro asserzioni non sono verificabili e universalmente condivise. Secondo la tradizione riportata da Paolo Diacono, il giorno di Pasqua del 568 Alboino entrò in Italia. Sono state avanzate varie ipotesi sui motivi per cui Bisanzio non ebbe la forza di reagire all'invasione:
- la scarsità delle truppe italo-bizantine
- la mancanza di un generale talentuoso dopo la rimozione di Narsete
- il probabile tradimento dei Goti presenti nelle guarnigioni che, secondo alcune ipotesi, avrebbero aperto le porte ai Longobardi
- l'alienazione delle genti locali per la politica religiosa di Bisanzio
- la possibilità che potrebbero essere stati i Bizantini stessi a invitare i Longobardi nel Nord Italia per utilizzarli come foederati
- una pestilenza seguita da una carestia aveva indebolito l'esercito italo-bizantino
- la prudenza dell'esercito bizantino che in genere, invece di affrontare subito gli invasori con il rischio di farsi distruggere l'esercito, attendeva che si ritirassero con il loro bottino e solo in caso di necessità interveniva.

Così negli anni settanta del secolo i Longobardi posero la loro capitale a Pavia e dilagarono anche nel centro e nel sud, così che due terzi della penisola caddero in mano longobarda e solo la restante frazione rimase in mano imperiale. Per arginare l'invasione longobarda l'imperatore Maurizio prese nuovi provvedimenti nell'Italia bizantina, decidendo di sopprimere la prefettura del pretorio d'Italia, sostituendola con l'esarcato d'Italia, governato dall'esarca, la massima autorità civile e militare della nuova istituzione. La carica di prefetto d'Italia non venne abolita fino ad almeno a metà del VII secolo anche se divenne subordinata all'esarca. Il primo riferimento nelle fonti dell'epoca all'esarcato e all'esarca si ha nel 584 in una lettera di papa Pelagio II in cui si menziona per la prima volta un esarca (forse il patrizio Decio citato nella medesima lettera). Secondo storici moderni l'esarcato, all'epoca della lettera (584), doveva essere stato istituito da poco tempo. I confini dell'Esarcato d'Italia non furono mai definiti dato l'incessante stato di guerra tra bizantini e Longobardi.
Grazie alla riforma mauriziana, Roma e parte del Lazio, Venezia, Ravenna e la Romagna, la Sicilia e la Sardegna resteranno in mano bizantina per altri due secoli e vaste zone costiere dell'Italia del sud faranno parte dell'Impero romano d'Oriente (comunemente definito Impero bizantino), fino alla conquista normanna (XI secolo).

## Localizzazione del campo di battaglia
La battaglia in realtà non si svolse in territorio di Gualdo Tadino ma nell'Agro Sentinate, cioè nelle vicinanze dell'antico municipio romano di Sentinum, l'attuale Sassoferrato, in provincia di Ancona. Lo dimostrano i toponimi ancora, dopo 1500 anni, esistenti nella zona che, peraltro è circa la stessa, dove si combatté la decisiva "Battaglia delle Nazioni", nel luglio del 295 a.c., tra la Repubblica Romana e la coalizione di Sanniti e Galli senoni, nelle ultime fasi della terza guerra sannitica (da qui anche il toponimo "Busta Gallorum"). Tali toponimi sono chiaramente collegati alla battaglia: "Campo Re" (luogo dell'accampamento del re Totila, oggi un cimitero); "Colcanino" (corruzione di "Collis Accanitus" il colle conteso ferocemente dai due eserciti); "Monterosso": la collina dove infuriò la battaglia, arrossatasi del sangue delle vittime; "Validosa" (corruzione di Valle d'ossa) dove furono sepolti migliaia di caduti; "Sanguirone": il torrente così rinominato perché anch'esso insanguinato dalla feroce battaglia. Inoltre, ancora oggi sopravvivono alcuni contadini diretti testimoni dei ritrovamenti di reperti della battaglia: ciò avvenne quando, all'incirca a cavallo degli anni '50 e '60 del secolo scorso, si passò dall'aratura a trazione animale a quella meccanizzata. In quegli anni, durante le operazioni di aratura con i primi trattori, che ovviamente permettevano di raggiungere profondità maggiori, nella zona della battaglia riaffiorarono numerosi reperti quali armi, finimenti e morsi metallici di cavalli, decori in bronzo, oggetti vari, ecc.
Anche altri fatti suggeriscono che la battaglia si sarebbe svolta in quel di Monterosso di Sassoferrato e non a Gualdo Tadino. Il re Totila sembra sia stato ferito durante la battaglia o subito dopo e morì nelle vicinanze di Gualdo Tadino dove fu sepolto, questo è veritiero; comunque, a maggiore prova che la battaglia non è avvenuta nei pressi di questo luogo è proprio la vicenda della morte del re. Totila è ferito, è in fuga, è quindi impensabile che possa essere stato prima curato e poi sepolto, lui ed il suo fantomatico tesoro, nelle vicinanze del luogo della battaglia dove scorrazzavano i vincitori che stavano catturando e massacrando i goti sopravvissuti; è logico pensare che, ferito, si sia allontanato rapidamente dal luogo dello scontro insieme ai suoi fedelissimi, che sia riuscito a percorrere circa una trentina di chilometri verso l'Umbria (quindi in direzione di Roma dove cercava presumibilmente di rifugiarsi) raggiungendo la zona di Gualdo Tadino (dove morì) e quindi fosse sepolto in relativa calma lontano dal luogo della battaglia, che, come era consuetudine, veniva presidiato per giorni dall'esercito vincitore per le sepolture, il recupero dei materiali riutilizzabili e le altre normali attività post battaglia...

### Esplicative
1. ↑  Tale particolare poleonimo, significante, letteralmente, "Pire dei Galli", viene riportato da Procopio nella forma grecizzata e univerbata Βουσταγαλλώρων (latinizzato in Boustagallṓrōn), difatti il termine non deriva dal greco, bensì dal latino: si può riconoscere, nella parola busta (neutro plurale sostantivato del participio passato bustum), il verbo burĕre "incendiare, cremare", derivato da un'errata lettura e un conseguente processo di rianalisi di urĕre "bruciare", cui è stata aggiunta una b. La "combustione delle orde galliche" farebbe riferimento ai numerosi caduti, poi cremati, provocati dalla schiacciante vittoria conseguita dai Romani contro il rix celtico Brenno, cacciato e sconfitto, secondo la leggenda, dalla riscossa guidata dal dictator Camillo.

### Bibliografiche e sitografiche
1. 1 2  Každan et al. 1991, p. 341.
2. ↑  Azzara 2002, p. 80.
3. ↑  Azzara 2002, p. 84.
4. ↑  Procopio, La guerra gotica, IV, 21..
5. 1 2 3  Ravegnani 2018, p. 57.
6. ↑  Paolo Diacono, Storia dei Longobardi, II, 1..
7. 1 2 3 4  Ravegnani 2018, p. 59.
8. ↑  Procopio, La guerra gotica, IV, 26..
9. 1 2  Rossetto 2018, p. 155.
10. 1 2  Procopio, La guerra gotica, IV, 28..
11. 1 2 3 4 5 6 7 8 9 10 11  Procopio, La guerra gotica, IV, 29..
12. ↑  Braccesi 2007, p. 32.
13. ↑  Rossetto 2018, p. 158.
14. 1 2 3 4 5 6 7 8 9 10 11 12 13  Procopio, IV,31
15. 1 2  Procopio, La Guerra Gotica, IV, 32.
16. 1 2 3 4  Procopio, IV,33
17. 1 2 3 4 5  Procopio, IV,34
18. 1 2 3 4  Procopio, IV,35
19. ↑  Paolo Diacono, Storia dei Longobardi, II, 5..
20. ↑  Ravegnani 2004, p. 71.
21. ↑  Ravegnani 2004, p. 72.
22. 1 2  Ravegnani 2004, p. 73.
23. 1 2  Ravegnani 2004, p. 81.
24. ↑   Don Alberico Pagnani Mascitelli, Storia di Sassoferrato dalle origini al 1900, Sassoferrato, Arti Grafiche “Gentile”, 1959.
25. ↑   Don Alberico Pagnani, La storia di Sentinum e la storia di Sassoferrato dalle origini al 1900, Arti Grafiche “Gentile”, 1959.